# Bateria artylerii nr 31 (XXXI) im. Heliodora Laskowskiego
31 (XXXI) Bateria artylerii im. Heliodora Laskowskiego w Helu – czterodziałowa bateria artylerii nadbrzeżnej kalibru 152,4 mm, ustawiona na cyplu Półwyspu Helskiego, nazywana też „baterią cyplową”. Wchodziła w skład Dywizjonu Artylerii Nadbrzeżnej, Rejonu Umocnionego Hel. W 1939 stanowiła bardzo ważny element polskiej obrony Wybrzeża.
Bateria składała się z czterech odkrytych stanowisk żelbetowych, uzbrojonych w działa kalibru 152,4 mm Bofors, wyposażone w maski pancerne, odkryte od tyłu. Stanowiska dział były rozmieszczone w lesie i maskowane siatkami. Na dolnym poziomie stanowisk, pod działami, znajdował się magazyn z zapasem amunicji.

## Sformowanie baterii

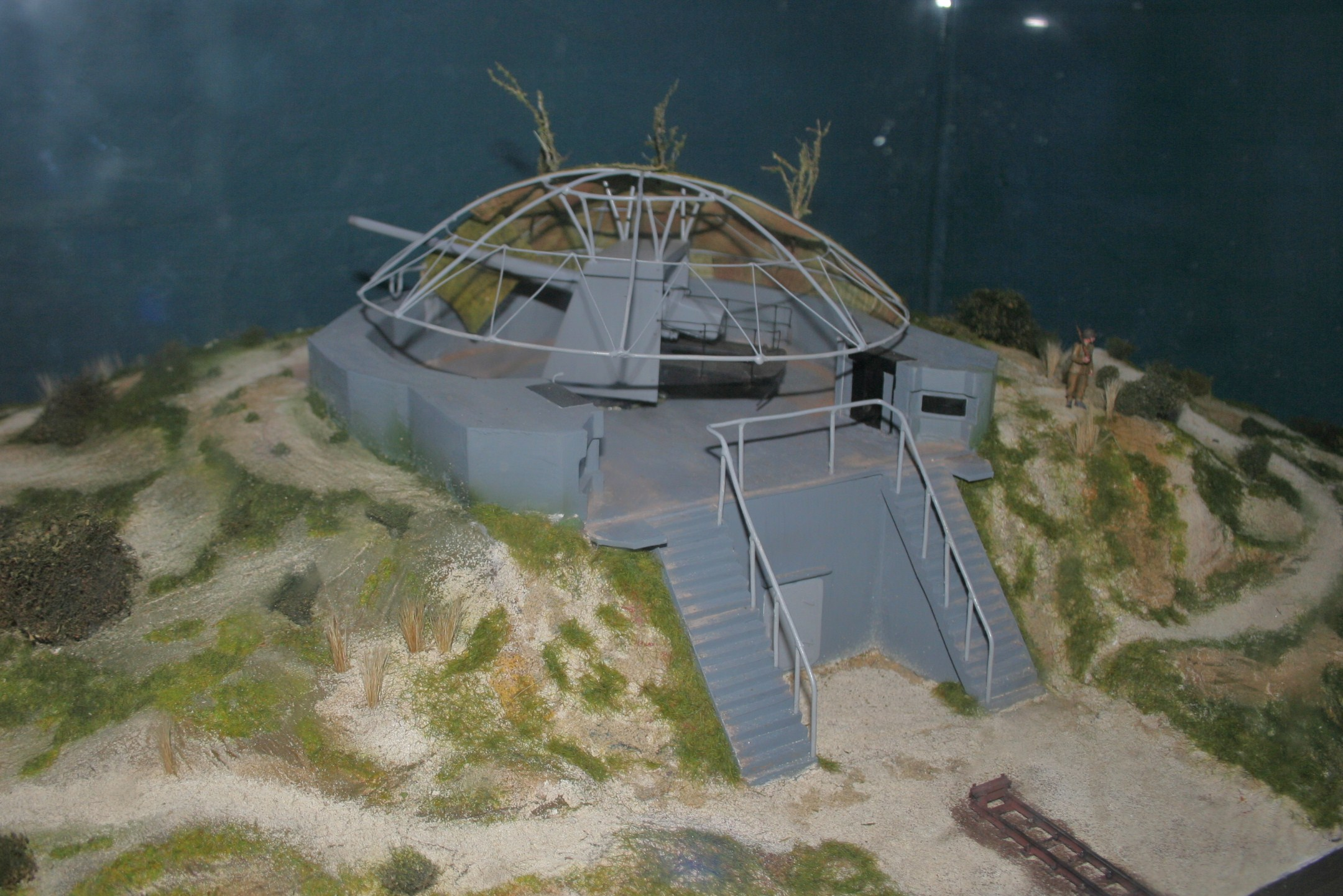
Model stanowiska z działem 152,4 mm

Bateria „helska”, „cyplowa” została sformowana na podstawie rozkazu Szefa Sztabu Głównego WP L.dz. 370/IIIF tjn. z dnia 26 lutego 1934 r. oraz rozkazu Szefa Kierownictwa Marynarki Wojennej L.dz. 562/34 tjn. z dnia 27 lutego 1934 r. Rozmowy na temat zakupu czterech dział artylerii nadbrzeżnej średniego kalibru rozpoczęto na początku 1933. Z inicjatywy kmdr. ppor. Heliodora Laskowskiego, kierownika Szefostwa Artylerii i Służby Uzbrojenia Kierownictwa Marynarki Wojennej, do przetargu zaproszono szwedzką firmę Bofors. W dziedzinie sprzętu artyleryjskiego Marynarka Wojenna (jako pierwsza z polskich sił zbrojnych) rozpoczęła długotrwałą współpracę z „Boforsem” (w armaty Boforsa wyposażone były polskie kontrtorpedowce typu Grom i okręty podwodne). Pierwszą umowę z Boforsem podpisano 20 grudnia 1933 na dostawę czterech armat kal. 152,4 mm wz. 35 dla nowej baterii nadbrzeżnej na Helu. Bezpośredni nadzór nad próbami poligonowymi w Szwecji i późniejszym montażem armat na Helu był sprawowany z ramienia Marynarki Wojennej przez chor. mar. Jana Lichego. W czerwcu 1935 pierwsza partia dostawy została załadowana na polski transportowiec wojskowy ORP "Wilia" i przewieziona do Gdyni. Stamtąd transportem kolejowym działa zostały przewiezione na Hel. Druga partia w ten sam sposób dotarła do miejsca przeznaczenia we wrześniu. Tworzenie obsady baterii podjęto w maju 1935 roku na Oksywiu, jej dowódcą został por. mar. Władysław Trzciński. W czerwcu 1935 roku obsada otrzymała nazwę „Oddział Artylerii Nadbrzeżnej”, w lipcu przeniesiona została na Hel i weszła w skład Baterii Kadrowej Artylerii Nadbrzeżnej przeformowanej z Kompanii Artylerii Nadbrzeżnej MW. Oddział składał się z 1 oficera, 6 podoficerów i 57 marynarzy. Oddział wziął udział w montażu dział na stanowiskach. Zarządzeniem Ministra Spraw Wojskowych 26 czerwca 1935 roku otrzymała nazwę „1 bateria Dywizjonu Artylerii Nadbrzeżnej”. Niedługo potem, w 1936 zmieniono jej nazwę na XXXI Bateria. Po przedwczesnej śmierci inicjatora, kmdr. ppor. Heliodora Laskowskiego, 1 stycznia 1937 baterii nadano jego imię. Planowano budowę drugiej takiej baterii (4 działa 152,4 mm Bofors) na Półwyspie Helskim, ale projektu do wybuchu wojny nie zrealizowano. Ostatecznie bateria w 1939 roku na etacie pokojowym liczyła 2 oficerów i 160 podoficerów i marynarzy.
Dane armaty Boforsa 152,4 mm wz. 35
- kaliber 152,4 mm
- amunicja: 152,4 × 1250R
- długość lufy: 55 kalibrów
- masa pocisku: 47 kg (przeciwpancerne i burzące)
- prędkość początkowa: 920 m/s
- zasięg: 22 400 lub 26 000 m
- kąty ostrzału:
  - pionowego: −8° do +47°
  - poziomego: 360°
- masa działa: 10 500 kg
- przebijanie pancerza: 78 mm z odległości 15 km
- szybkostrzelność: 6 strz./min

## Bateria w czasie kampanii wrześniowej

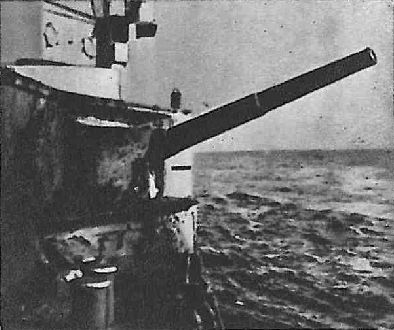
Uszkodzenie kazamaty działa kal. 150 mm pancernika „Schleswig-Holstein”, odniesione 27 września 1939 r. podczas walki z baterią im. Heliodora Laskowskiego.

XXXI bateria została zmobilizowana w trakcie mobilizacji alarmowej w grupie zielonej w czasie 24 godzin, przez dywizjon artylerii nadbrzeżnej. W czasie wojny baterią dowodził kpt. mar. Zbigniew Przybyszewski, a w czasie jego krótkotrwałego pobytu w szpitalu (ranny), funkcję tę pełnił kpt. mar. Bohdan Mańkowski. XXXI bateria osiągnęła stan 4 oficerów i 230 podoficerów i marynarzy. Stan uzbrojenia: 4 armaty wz. 35 kal. 152,4 mm, 2 armaty wz. 1897 kal. 75 mm na podstawach morskich wz. 1916, 1 nkm wz. 30 2 × 13,2 mm, 4 ckm wz. 30 i 4 rkm. Dodatkowo po 3 września w skład baterii do obrony przeciwlotniczej z zatopionego ORP „Gryf” włączono: 1 armatę plot. wz. 36 2 × 40 mm, 3 nkm wz. 30 2 × 13,2 mm.

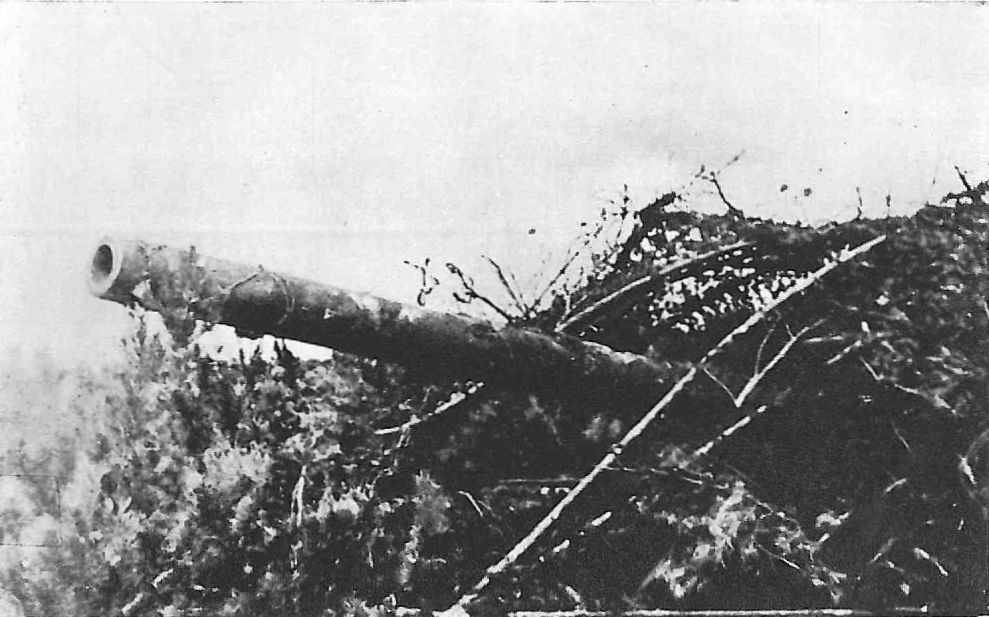
Stanowisko baterii Laskowskiego w 1939 r.

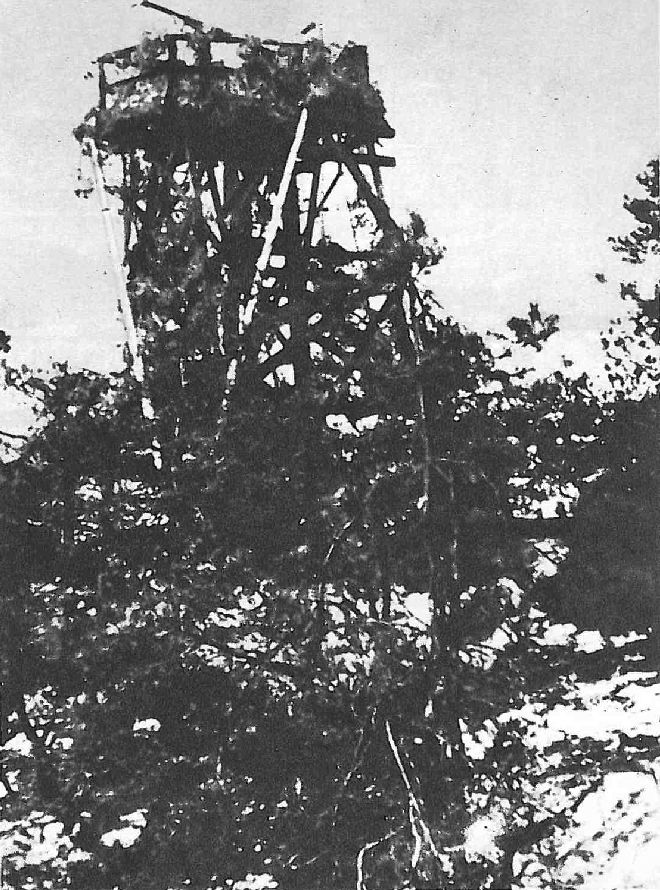
Zamaskowana wieża kierowania ogniem w 1939 r.

1 września ok. godz. 14:00 bateria została zaatakowana przez 25–28 samolotów bombowych Ju-87, walkę z nimi podjęły nkm i ckm baterii, uszkodzeniu uległy: jedna armata kal. 75 mm, wartownia i linie telefoniczne, zniszczeniu uległ prowizoryczny schron na amunicję kal. 75 mm. Rannych zostało 5 marynarzy, w tym 3 ciężko. 2 września o godz. 18:15 teren baterii został zbombardowany przez 6 samolotów, od godz. 20:00 i przez noc 2/3 września teren baterii był bombardowany przez naloty nękające niemieckich wodnosamolotów, co 15–20 minut, w wyniku czego uległ uszkodzeniu wysokościomierz dalmierza, zerwano kable energetyczne oraz odsłonięto też fundamenty działa nr 4. Wszystkie uszkodzenia naprawiono i przywrócono stan poprzedni. Bateria brała udział w porannej bitwie artyleryjskiej 3 września 1939 z dwoma niszczycielami niemieckimi „Leberecht Maass” i „Wolfgang Zenker”, a następnie o godz. 10.00 strzelała do niszczyciela „Fredrich Eckoldt”. Pomiędzy 4 a 10 września teren baterii był obiektem kilku nalotów niemieckiego lotnictwa, według polskich źródeł obsługa nkm nr 2, 4 września zestrzeliła niemiecki samolot. 11 września o godz. 14:30 stojący w basenie amunicyjnym Westerplatte, pancernik „Schleswig-Holstein” ostrzelał teren baterii 15 pociskami. Tego dnia wspierała oddziały Lądowej Obrony Wybrzeża wspólnie z minowcami OORP „Czajka”, „Jaskółka”, „Rybitwa” ostrzeliwując niemieckie oddziały; 32 pułku Grenzwache w Redzie i SS „Heimwehr Danzig” w Mostowym Błocie, w trakcie wsparcia LOW wystrzelono 58 pocisków. Według polskich źródeł 18 września ok. godz. 17:00 pancernik „Schleswig-Holstein” miał ostrzeliwać teren baterii uszkadzając kabel energetyczny, odłamki przebiły ściany centrali artyleryjskiej. 19 września od godz. 10:05 pancernik „Schleswig-Holstein” ostrzelał między innymi teren baterii 35 salwami. Jeden z pocisków kal. 280 mm wybuchł na platformie armaty nr 1 powodując uszkodzenia maski działa i przedpiersia, zerwane zostało maskowanie stanowiska, zerwane kable telefoniczne i zasilanie dalmierza geodezyjnego. 21 września ponownie cumujący w Gdańsku pancernik „Schleswig-Holstein” ostrzelał półwysep, w tym teren baterii 6 pociskami zrywając kabel energetyczny i zasilanie dalmierza geodezyjnego. 23 września ok. godz. 10:00 pancerniki „Schleswig-Holstein” i „Schlesien” ostrzelały cały półwysep, w tym teren baterii XXXI, uszkodzeniu uległy; tory kolejki wąskotorowej, droga i dalmierz zapasowy. 24 września od godz. 9:06 jak poprzedniego dnia pancerniki ostrzelały półwysep i baterię „helską”, bez efektów. Bateria stoczyła dwukrotny pojedynek artyleryjski z niemieckimi pancernikami szkolnymi „Schleswig-Holstein” i „Schlesien”. Pierwszy miał miejsce 25 września, salwy baterii uzyskały nakrycie i zmusiły pancerniki do odwrotu pod osłoną zasłony dymnej. Dwukrotne trafienie działa nr 3 wyłączyło je z walki oraz trafienie w działo nr 1 również je unieruchomiło. Uszkodzeniu uległ dalmierz artyleryjski, poległo 2 marynarzy, 10 zostało rannych, w tym 5 ciężko. Ranny został też kpt. Przybyszewski. Pancerniki wystrzeliły 130 pocisków 280 mm i 123 pociski 150 mm, a bateria „cyplowa” ponad 200. Drugi pojedynek 27 września, zakończony uzyskaniem na pierwszym z nich jednego trafienia w pancerz kazamaty prawoburtowego działa 150 mm i ranieniem 7 członków załogi. W baterii uszkodzeniu uległa wieża kierowania ognia, jej przechył i wiodące na nią kable energetyczne. Wystrzelono z baterii 30 pocisków. Dzięki dobremu maskowaniu, bateria nie poniosła większych szkód w trakcie kampanii, mimo nalotów lotnictwa i ostrzału pancerników. Do 30 września prowadzono prace naprawcze na terenie baterii, raport ze składu amunicyjnego stwierdził kończącą się amunicję do dział 152,4 mm (zostało jej na 15 minut ognia ciągłego). 1 października podjęto decyzję o kapitulacji i po zawieszeniu broni podjęto częściowe zniszczenie dalmierzy i przekaźników. 2 października bateria wraz z garnizonem Helu skapitulowała.
Wykaz pojedynków baterii 31 (XXXI) z niemieckimi okrętami:
- 3 IX godz. 6.:53–7:05 ostrzał niszczycieli „Leberecht Maass” i „Wolfgang Zenker” walczącymi z ORP "Gryf" i ORP Wicher", bateria wystrzeliła w kierunku niszczycieli 28 pocisków (7 salw), oba okręty pod osłoną zasłony dymnej wycofały się,
- 3 IX o godz. 11.32 bateria ponownie otworzyła ogień do niszczyciela "Fredrich Eckoldt" płynącego na linię dozoru, wystrzeliwując 10 pocisków uzyskując nakrycie, jednostka wycofała się pod osłoną zasłony dymnej,
- 6 IX godz. 15:03 ostrzał przez armaty 75 mm „oświetlające” wspólnie z 43 baterią 1. R. Flotille (1 Flotylla Kutrów Trałowych),
- 7 IX godz. 9:10–9:30 ostrzał przez armaty 75 mm „oświetlające” wspólnie z XXXII baterią 5. H.S.-Flotille (5 Flotylla Ochrony Portów),
- 14 IX godz. 8:30 ostrzał przez armaty 75 mm „oświetlające” wspólnie z 44 baterią trałowca M-132,
- 19 IX cały poranek ostrzelano wspólnie z XI baterią zespół jednostek trałujących i ostrzeliwujących obronę na Kępie Oksywskiej: M 3, „Nettelbeck”, „Fuchs”, S.V.K. Verband (6 okrętów), 1 Flotylla Kutrów Trałowych (5 okrętów),
- 19 IX godz. 15.05–15.15 ostrzelano wspólnie z XI baterią zespół jednostek trałujących i ostrzeliwujących obronę na Kępie Oksywskiej: M 132, „Arkona”, „Drache”, „Otto Braun”,
- 25 IX godz. 9.:22–10:45 ostrzelano pancerniki „Schlesien”, „Schleswig-Holstein”,
- 27 IX godz. 12.:05–13:14 ostrzelano pancerniki „Schlesien”, „Schleswig-Holstein” uzyskując trafienie w ten drugi[7].

## Bateria po wojnie
Po II wojnie światowej, w oparciu o stanowiska dział dawnej 31. Baterii została w 1946 zorganizowana 2 Bateria 13 Samodzielnego Dywizjonu Artylerii Nadbrzeżnej. Pierwszym dowódcą Dywizjonu został przedwojenny dowódca baterii – kmdr. ppor. Zbigniew Przybyszewski, który wkrótce jednak został usunięty, a następnie uwięziony i w wyniku tzw. spisku komandorów stracony w ramach represji stalinizmu. W okresie 1948–1949 zbudowano dodatkowe stanowisko ogniowe, a działa 152 mm Boforsa zamieniono na radzieckie działa B-13 kalibru 130 mm (co wymagało przebudowy stanowisk, m.in. podwyższenia podłogi przez ułożenie 40 cm warstwy mieszanki betonowej). W 1950 rozwiązano dywizjon, a na jego miejsce utworzono Baterię Artylerii Stałej (BAS) i otrzymała nazwę 13 BAS. Bateria ta funkcjonowała do 1976 roku, kiedy to ostatecznie zrezygnowano w Polsce z artylerii nadbrzeżnej.

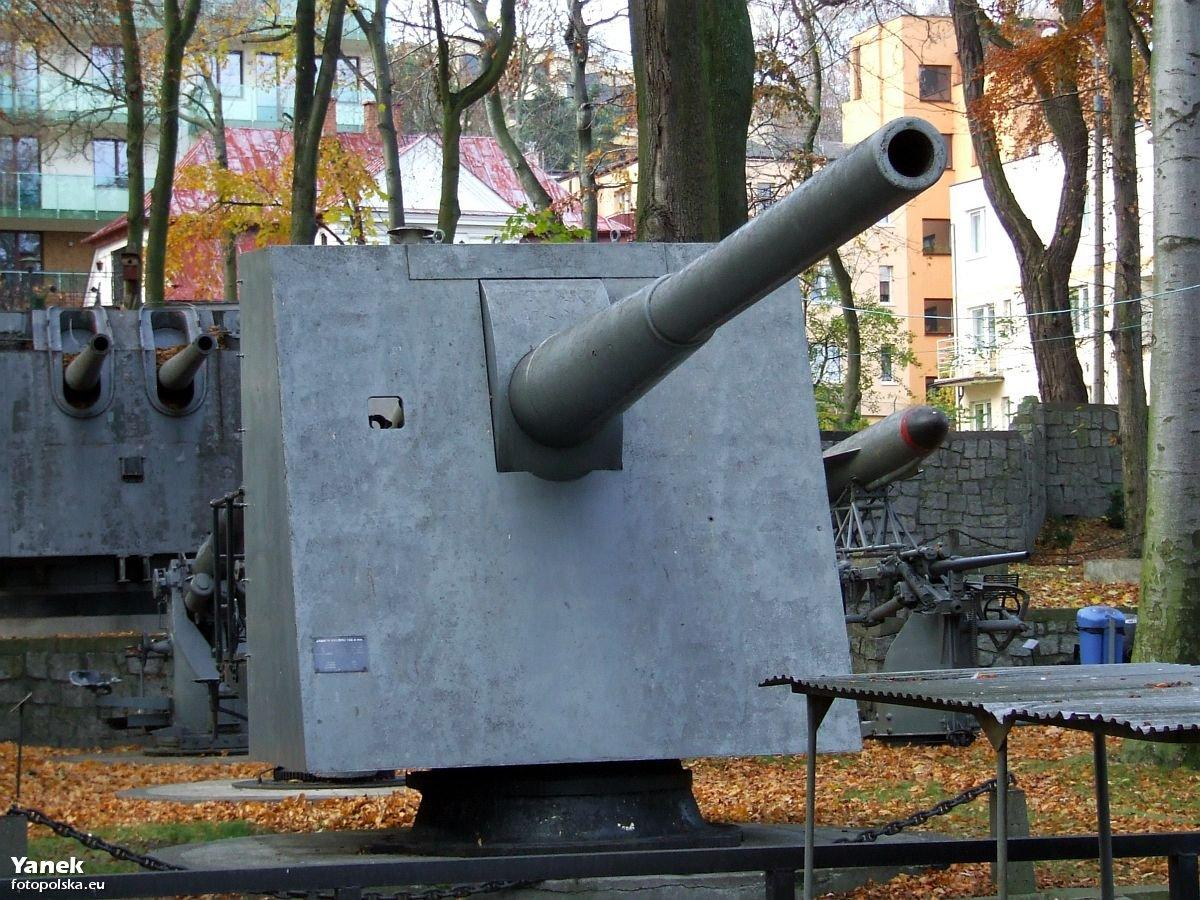
Armata 152 mm w Muzeum Marynarki Wojennej w Gdyni

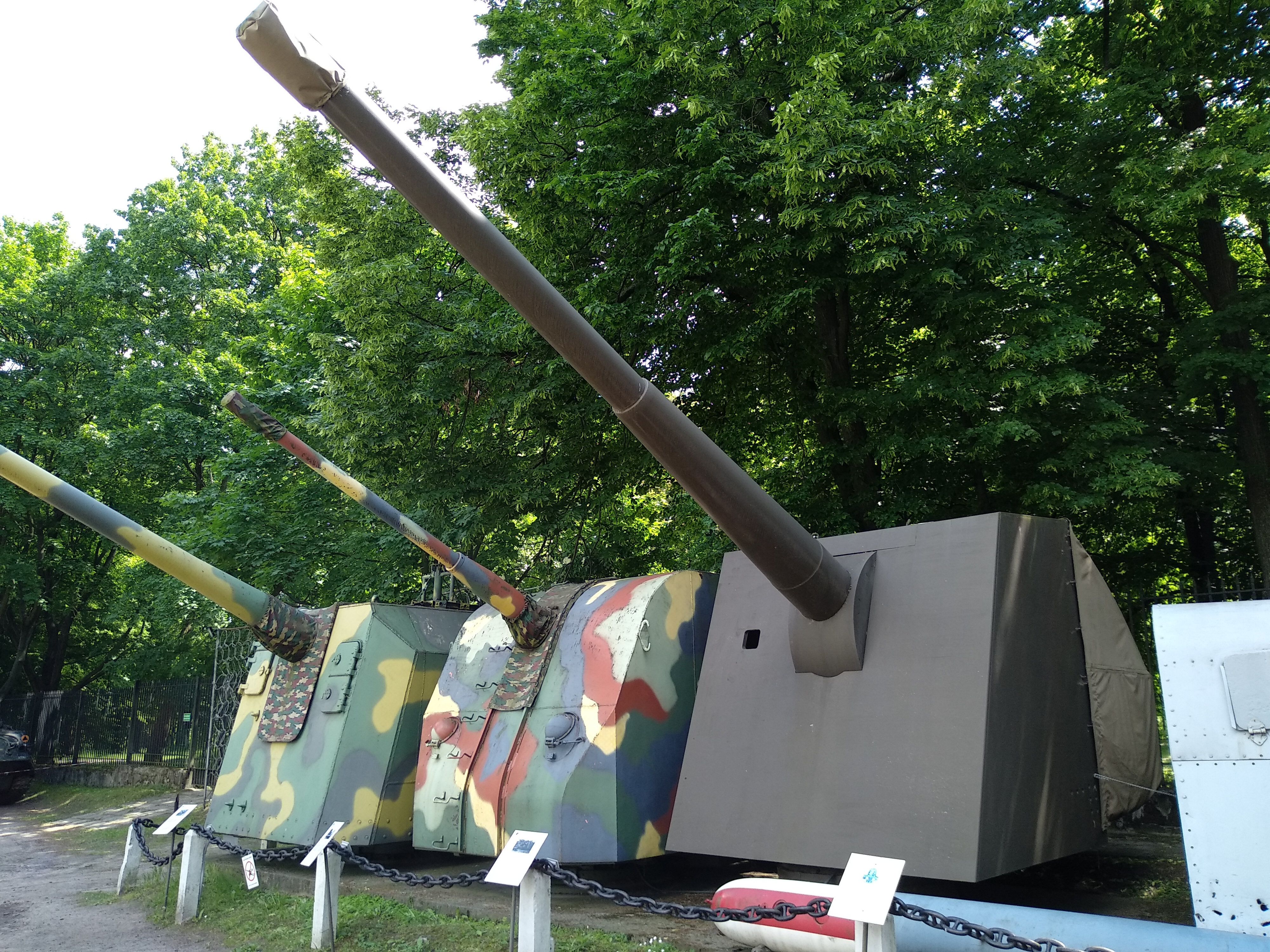
Pierwsza od prawej armata Bofors kal. 152 mm wz. 1935 z baterii im. Heliodora Laskowskiego na Helu, eksponowana w Muzeum Wojska Polskiego w Warszawie

Zachowały się przebudowane stanowiska baterii, znajdujące się na terenie wojskowym w Helu oraz dwie oryginalne armaty 152 mm. Jedna z armat znajduje się w Muzeum Marynarki Wojennej w Gdyni (wystawa plenerowa), a druga w Muzeum Wojska Polskiego w Warszawie.
W maju 2008 roku staraniem Muzeum Obrony Wybrzeża w Helu odrestaurowano i oddano do zwiedzania stanowisko nr 4 bat. Laskowskiego wraz z zachowaną na nim powojenną armatą B-13 i galerią umieszczoną w podziemiach stanowiska.

## Obsada dowódcza baterii
Dowódcy baterii
- por. mar. Władysław Trzciński (V 1935 – 26 VI 1935)
- kpt. mar. Stanisław Kukiełka (26 VI 1935 – 8 IV 1937)[8]
- kpt. mar. Bohdan Mańkowski (9 IV 1937 – 24 X 1938)[8]
- kpt. mar. Zbigniew Przybyszewski (25 X 1938 – 2 X 1939)[8]
- kpt. mar. Bohdan Mańkowski (p.o. 25–28 IX 1939)

Zastępcy dowódcy baterii
- por. mar. Franciszek Pitułko (do VII 1936)
- chor. mar. Stanisław Brychcy (p.o. VII 1936 – 1 IX 1936)
- por. mar. Bohdan Mańkowski (1 IX 1936 – 8 IV 1937)
- ppor. mar. Zbigniew Deżakowski (p.o. od 1 XI 1938)
- por. mar. Kazimierz Hess (16 I – 27 V 1939)

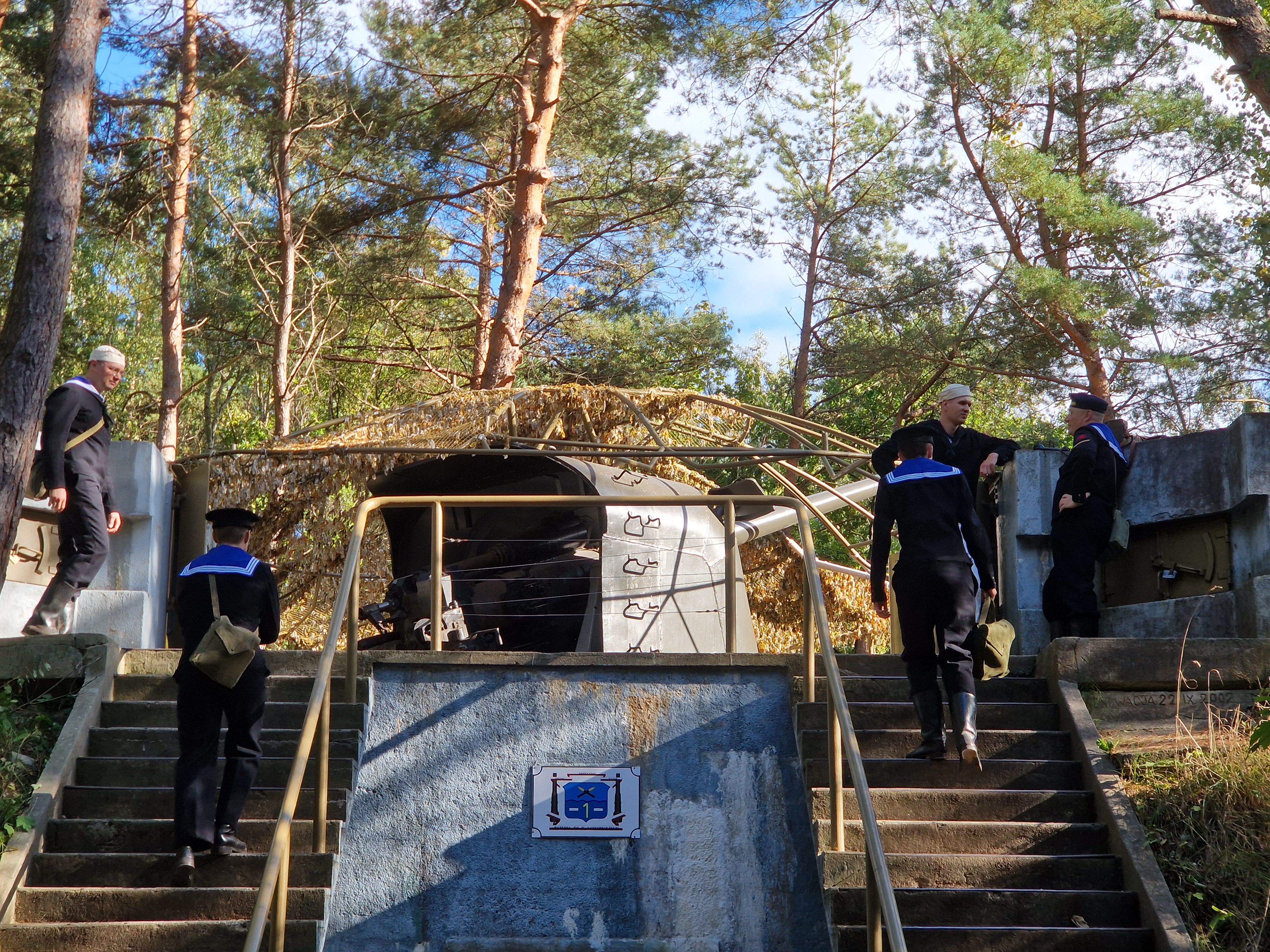
Przedwojenne stanowisko nr 4 z powojennym działem B-13 kalibru 130 mm jest obecnie obiektem muzealnym podlegającym pod Muzeum Obrony Wybrzeża. Od 2014 roku corocznie odbywają się w tym miejscu rekonstrukcje związane z obroną Helu w roku 1939.

- Przedwojenne stanowisko nr 4 z powojennym działem B-13 kalibru 130 mm jest obecnie obiektem muzealnym podlegającym pod Muzeum Obrony Wybrzeża. Od 2014 roku corocznie odbywają się w tym miejscu rekonstrukcje związane z obroną Helu w roku 1939.ppor. mar. Bolesław Chrostowski (24 VIII – 2 X 1939)